# بارتشي
بارتشي هي قرية في مقاطعة خوي، إيران. يقدر عدد سكانها بـ 319 نسمة بحسب إحصاء 2016.